# Óblast de Ferganá (Imperio ruso)
Ferganá (en ruso: Ферганская область; en uzbeko: Fargʻona viloyati) era una óblast (provincia) del Imperio ruso. Correspondía aproximadamente a la mayoría del valle de Ferganá. Fue creado en los territorios del anterior Kanato de Kokand (excepto las óblasts de Sir Daria y Semirechye, el cual era parte  del kanato antes de la conquista rusa entre 1853 y 1865). Su centro administrativo era la ciudad de Kokand.

## División administrativa
En 1897, la óblast de Ferganá estaba dividida en 5 uyezds:
| Uyezd    | Ciudad (pop.)         | Área, versta² | Población |
| -------- | --------------------- | ------------- | --------- |
| Margelan | Novy Margelan (8,928) | 14069.1       | 321,860   |
| Andiyán  | Andiyán (47,627)      | 13333.2       | 360,267   |
| Kokand   | Kokand (81,354)       | 13212.6       | 364,658   |
| Namangán | Namangán (62,017)     | 15273.4       | 363,789   |
| Osh      | Osh (34,157)          | 65252.7       | 161,640   |

## Demografía
En 1897 la población de la óblast era de 1,572,214  personas. Los sartos de hablar túrquica (hoy llamados uzbekos) constituían la mayoría de la población. Las minorías significativas constaban de kirguises y tayikos. Lo hablantes túrquicos era de 1.439,989 (91,6% de la población total de la óblast).

### Grupos étnicos en 1897
| Total                                | 1,572,214 | 100%  |
| ------------------------------------ | --------- | ----- |
| Sartos                               | 788,989   | 50,2% |
| Dialectos túrquicos no especificados | 261,234   | 16,6% |
| Kirguises                            | 201,579   | 12,8% |
| Uzbekos                              | 153,780   | 9,8%  |
| Tayikos                              | 114,081   | 7,3%  |
| Uigures                              | 14,915    | 0,9%  |
| Karakalpakos                         | 11,056    | 0,7%  |
| Rusos                                | 8,140     | 0,5%  |
| Kipchakos                            | 7,584     | 0,5%  |
| Judíos                               | 1,378     | ...   |

Fuente: